# Impasse du Maroc
Impasse du Maroc är en återvändsgata i Quartier de la Villette i Paris nittonde arrondissement. Gatan är uppkallad efter Marocko (franska: Maroc). Impasse du Maroc börjar vid Place du Maroc 6.

## Omgivningar
- Notre-Dame-des-Foyers
- Saint-Jacques-Saint-Christophe
- Jardins d'Éole

## Bilder
| - Gatuskylt. - Saint-Jacques-Saint-Christophe. - Jardins d'Éole. |

## Kommunikationer
- Tunnelbana – linje  – Riquet
- Tunnelbana – linjerna    – Stalingrad
- Busshållplats Maroc – Paris bussnät

### Webbkällor
- ”Impasse du Maroc”. Mairie de Paris. https://web.archive.org/web/20160303200501/http://www.v2asp.paris.fr/commun/v2asp/v2/nomenclature_voies/Voieactu/6029.nom.htm. Läst 20 januari 2024.
- ”Impasse du Maroc (19ème arrondissement)”. Les rues de Paris. https://web.archive.org/web/20160409125048/http://www.parisrues.com/rues19/paris-19-impasse-du-maroc.html. Läst 20 januari 2024.